# Прашки устанак
Прашки устанак (чеш. Pražské povstání) избио је 5. маја 1945. године са циљем ослобођења Прага од немачке окупације током Другог светског рата. Претходних шест година окупације подстакло је антинемачко расположење а приближавање совјетске Црвене армије и Треће армије САД пружало је шансу за успех.
Дана 5. маја 1945. године, у последњим данима рата у Европи, чешки грађани спонтано су напали немачке окупаторе и чешки лидери отпора који су се скривали појавили су се, како би се придружили устанку. Руска ослободилачка армија, која се борила за Немце, пребегла је и подржала Чехе. Немачке трупе су извршиле контранапад, али њихов напредак успориле су барикаде које је изградило чешко становништво. 8. маја чешки и немачки лидери потписали су прекид ватре омогућавајући немачким снагама да се повуку из града, али нису све јединице Вафен-СС то послушале. Борбе су се наставиле до 9. маја, када је Црвена армија ушла у скоро ослобођени град.
Устанак је био бруталан, јер су обе стране починиле ратне злочине. Насиље над Немцима, које је санкционисала чехословачка влада, наставило се и након ослобођења и било је правдано као освета за окупацију или као средство за подстицање Немаца на бег. Генерал Двајт Ајзенхауер је наредио Трећој армији да не прискочи у помоћ чешким побуњеницима, што је подрило кредибилитет западних сила у послератној Чехословачкој. Уместо тога, устанак је представљен као симбол чешког отпора нацистичкој власти, а ослобађање уз помоћ Црвене армије искористила је Чехословачка комунистичка партија за повећање подршке комунизму.

## Повод

### Немачка окупација
1938. године, немачки канцелар, Адолф Хитлер, објавио је своју намеру да анексира Судете, регион Чехословачке са високом присуством етничког немачког становништва. Као што је показало претходно попуштање Хитлеру, владе Француске и Британије намеравале су да избегну рат. Британски премијер Невил Чемберлен и француски премијер Едуард Даладије преговарали су са Хитлером и на крају пристали на његове захтеве Минхенским споразумом, у замену за гаранције нацистичке Немачке да неће бити припајања додатних територија. Ниједан чехословачки представник није био присутан преговорима. Пет месеци касније, када је словачки парламент прогласио независност Словачке, Хитлер је позвао чехословачког председника Емила Хаху у Берлин и приморао га да прихвати немачку окупацију делова чешке државе и њену реорганизацију у немачки протекторат Чешке и Моравске. Немачка је одмах напала и окупирала остатак чешке територије. Иако је Француска била у одбрамбеном савезу са Чехословачком, ни Французи ни Британци нису војно интервенисали.
Нацисти су сматрали да су многи Чеси етнички аријевци, и према томе погодни за германизацију. Као последица тога, немачка окупација била је мање груба него код других словенских народа. Ратни животни стандард заправо је био виши у окупираној регији него у самој Немачкој. Међутим, слобода говора је смањена и 400.000 Чеха је регрутовано на принудни рад у Рајху. Током шестогодишње окупације погубљено је више од 20.000 Чеха, а хиљаде других умрло је у концентрационим логорима. Нациста Рајнхард Хајдрих 1941. године постављен је за заменика протектора Чешке и Моравске и почео је оштрије да спроводи окупацију. У року од пет дана од доласка Хајдриха, 142 особе су погубљене. Његова бруталност довела је до тога да су савезници наредили његово убиство следеће године, али Немци су као репресалију убили више од хиљаду Чеха, укључујући читава села Лидице и Лежаки. Иако је опште насиље у окупацији било много мање оштро него у источној Европи,  ипак је подстакло насилно антинемачко осећање код многих Чеха.

### Војна ситуација
Током пролећа 1945. године, партизанске снаге у Чешкој и Моравској бројале су око 120 група, заједничке снаге од око 7.500 људи. Партизани су ометали железнички и путни саобраћај, саботирајући колосеке и мостове и нападајући возове и станице. Неке железнице нису могле да се користе ноћу или неких дана, а возови су били приморани да путују споријом брзином. Јединице Вафен-СС које су се повлачиле од напредовања Црвене армије у Моравску спалиле су читава села ради одмазде. Упркос томе што су изгубиле већи део свог руководства због чистке у марту 1945. године од стране Гестапоа, комунистичке групе у Прагу делиле су пропагандне летке у којима се позива на побуну. Немачки војници и цивили постајали су све забринутији и спремнији да побегну од насилних одмазди због окупације. У покушају да поново успостави немачку власт, генерал СС полиције Карл Херман Франк преко радија је емитовао поруку у којој је претио уништењем Прага и гушењем сваке опозиције у крви.
Почетком 1945. године, бивши официри Чехословачке војске успоставили су Бартошки штаб којим је командовао генерал Карел Кутлвашер да надгледа борбе унутар Прага и штаб Алекса под вођством генерала Франтишека Слунечког да руководи устаничким јединицама у предграђу. У међувремену, Чешко национално веће, са представницима различитих чешких политичких партија, формирано је да преузме политичко вођство након свргавања нацистичке и колаборационистичке власти. Војне вође које су планирале устанак у Прагу рачунале су на лојалност етнички чешких припадника полиције и владине војске Протектората Чешке и Моравске, као и запослених у кључним цивилним службама, попут радника у транспорту и ватрогасним бригадама. Руска ослободилачка војска (РОА), састављена од совјетских ратних заробљеника који су пристали да се боре за нацистичку Немачку, била је смештена ван Прага. У нади да ће се моћи наговорити РОА-у да промени страну како би се избегле оптужбе за сарадњу, чешка војна команда послала је изасланика генералу Сергеју Буњаченку, команданту 1. пешадијске дивизије РОА (600. немачка пешадијска дивизија). Буњаченко је пристао да помогне Чесима. 
Дана 4. маја, америчка Трећа армија под вођством генерала Џорџа С. Патона ушла је у Чехословачку. Британски премијер Винстон Черчил био је једини политички лидер који се залагао за ослобађање Прага од стране западних савезника. У телеграму генералу Двајту Д. Ајзенхауеру, врховном заповеднику савезничких снага у Европи, Черчил је рекао да би „ослобађање Прага … од стране америчких трупа могло у потпуности променити поратну ситуацију у Чехословачкој и да би могло утицати на оближње земље." Јосиф Стаљин, лидер Совјетског Савеза, такође је желео да његове снаге ослободе град и затражио је да се Американци зауставе у Плзењу, 50 миља западно. Црвена армија је планирала велику офанзиву на Протекторат, која је требало да почне 7. маја. Ајзенхауер, несклон прихватању америчких жртава или ризикујући антагонизам Совјетског Савеза, пристао је на совјетске захтеве да Црвена армија уђе у Праг.

## Устанак

### 5. мај
Особље Чешког радија противно окупацији започело је јутро емитовањем на забрањеном чешком језику.  Команда Бартош и комунистичке групе састале су се одвојено и обе су заказале да оружани устанак започне 7. маја. Чешки држављани окупили су се на улицама, вандализирали немачке натписе и скидали немачке заставе. Чехословачке заставе отворено су се појављивале на прозорима и на реверима јакни.  Трамвајски радници одбили су да прихвате Рајхмарке или објављују станице на немачком, како су захтевали окупатори. Неки немачки војници су опкољени и убијени. Као одговор на све већу народну агитацију, Франк је запретио да ће пуцати у Чехе који се окупљају на улицама, и појачао наоружане немачке патроле. Неки немачки војници почели су да пуцају у гомилу.
Радио је око поднева емитовао серију апела полицији и жандармерији у којима се тражи помоћ у борби против СС-ових стражара у згради радија. Одред полицајаца Владине војске одазвао се позиву и наишао је на снажан отпор док су преузимали зграду. Током читавог времена радио је наставио емитовање. Иако није био усмерен на становништво, апел је иницирао борбе по целом граду, концентрисаном у градске четврти. Мноштво ненаоружаних цивила, углавном младића без војне обуке, преплавило је немачке гарнизоне и продавнице. Много жртава нанели су немачки војници и цивили снајперским пуцњима са утврђених тачака или кровова; као одговор, чешке снаге почеле су интернирати Немце и њихове сумњиве сараднике. Чешки неборци помагали су постављањем импровизованих болница за рањенике и доношењем хране, воде и других потрепштина на барикаде, док су немачке снаге често прибегавале пљачки да би набавиле неопходне залихе. Чешке снаге заплениле су хиљаде комада ватреног оружја, стотине Панцерфауста и пет оклопних возила, али им је и даље недостајало оружје.
До краја дана, отпор је заузео већи део града источно од реке Влтаве. Побуњеници су држали многе важне зграде, укључујући радио, телефонску централу, већину железничких станица и десет од дванаест мостова. Три хиљаде затвореника ослобођено је из затвора Панкрац. Контролом телефонске централе борци отпора успели су да прекину комуникацију између немачких јединица и команданата. Немачке снаге држале су већи део територије западно од реке, укључујући аеродром у месту Рузине, северозападно од града, и разне опкољене гарнизоне попут седишта Гестапоа.
По наређењу фелдмаршала Фердинанда Шернера, команданта снага Осовине у Чешкој, јединице Вафен-СС извучене су из борби против Црвене армије и послате у Праг. СС је био релативно добро опремљен тенковима, оклопним транспортерима, наоружањем и моторизованим јединицама. Информације о овом кретању снага стигле су у устаничко седиште касно током дана. Радио је на енглеском и руском језику апеловао на ваздушни напад на тенкове.
Слушајући о догађајима у Прагу, Патон је затражио дозволу да напредује до Влтаве како би помогао чешком отпору, али Ајзенхауер је то одбио.  Црвеној армији је наређено да пожури покретање офанзиве до 6. маја.

### 6. мај
Касно увече 5. маја, радио је емитовао апел људима на улицама Прага да направе барикаде како би успорили очекивани немачки напад. Упркос лошем времену, десетине хиљада цивила радило је преко ноћи на изградњи преко 1.600 барикада до јутра. До краја устанка изграђено их је укупно 2.049.
СС генерал Карл Фридрих фон Пиклер-Бургхаус наредио је Луфтвафеу да бомбардује Праг, али је напад морао бити обустављен због недостатка горива. Први удар извршила су два млазна ловачка авиона Месершмит Ме 262 А из елемената КГ 51 у месту Рузине. Једна од њихових мета била је зграда радија, коју је погодила бомба од 250 kg која је онеспособила предајник. Међутим, радио је наставио да емитује програме са других локација. Узастопним нападима Луфтвафе је бомбардовао барикаде и запаљивим бомбама ударао у стамбене зграде, узрокујући бројне цивилне жртве.
У подне је Први батаљон РОА ушао у Праг и напао Немце; током свог боравка у Прагу разоружали су око 10.000 немачких војника. Америчка извиђачка патрола састала се са официром РОА, као и чешким вођама. Тада су Чеси сазнали за споразум о линији разграничења и да Трећа армија не долази да ослободи Праг. Као последица тога, Чешки национални савет, који није био умешан у преговоре са Буњаченком, осудио је РОА. Совјетско ослобађање значило је да они нису могли политички да одобре РОА, које је Стаљин сматрао издајницима.  Упркос одбацивању РОА, њихова помоћ Прагу постала је тачка трвења између Москве и Чехословачке након рата.

### 7. мај
Према условима привремене безусловне предаје, потписане у раним сатима 7. маја, немачке снаге имале су четрдесет осам сати грејс периода да прекину офанзивне операције. Ајзенхауер се надао да ће капитулација окончати борбе у Прагу и стога елиминисати америчку интервенцију. Међутим, немачко руководство је било одлучно да искористи грејс период да пребаци што више војника на запад да би се предало Американцима. Шернер је осудио гласине о прекиду ватре у Прагу и рекао да се примирје не односи на немачке снаге које се боре против Црвене армије или чешких побуњеника.
Да би стекли контролу над прашком транспортном мрежом, Немци су покренули свој најјачи напад. Оклопне и артиљеријске јединице Вафен-СС које су стизале у Праг постепено су пробијале барикаде са неколико тенковских напада. Интензивне борбе праћене су коришћењем чешких цивила као живог штита  и оштећењем Старе градске куће и других историјских зграда. Када је команда Бартош сазнала за предају Рајмса, наредила је тренутни прекид ватре за чешке снаге. То је изазвало одређену забуну међу бранитељима, код којих се такође јавило дезертерство због погоршања војне ситуације. РОА је играо одлучујућу улогу у успоравању напретка Немаца, али су се повукли из Прага током поподнева и вечери како би се предали америчкој војсци. У граду је боравило само неколико РОА јединица, које су кренуле касно 8. маја.  Са нестанком већег дела РОА, слабо наоружани и необучени чешки побуњеници лоше су прошли против ојачаних немачких снага. До краја дана, немачке снаге заузеле су већи део територије коју су држали побуњеници источно од Влтаве, док је отпор само држао подручје Винохради-Страшнице. Снаге РОА заузеле су аеродром Луфтвафе у месту Рузине, уништивши неколико авиона.

### 8. мај
Ујутро су Немци извели ваздушно и артиљеријско бомбардовање праћено поновним пешадијским нападом. Борбе су биле готово једнако интензивне као и претходног дана. Једна посебно жестока битка одиграла се на железничкој станици Масарик. У 10 сати, СС трупе су заузеле станицу и убиле око 50 преданих бораца отпора и неборба.  У једној од последњих битака устанка, чешки побуњеници вратили су железничку станицу у 2 сата ујутру 9. маја и фотографисали тела жртава.
Суочено са војним колапсом, без пристигле савезничке помоћи и претњама уништења града, Чешко национално веће сагласило се да преговара са генералом Вермахта Рудолфом Тусеном. Тусен, коме је понестајало времена за евакуацију јединица Вермахта према западу, био је у подједнако очајном положају. Након вишесатних преговора, договорено је да ће Чеси ујутро 9. маја дозволити немачким војницима да прођу на запад кроз Праг, а у замену ће немачке снаге које напуштају град предати оружје. Прекид ватре коначно је договорен око поноћи. Међутим, неки делови немачких снага нису били свесни или нису послушали прекид ватре а цивили су се бојали наставка немачких злочина који су се интензивирали током претходна два дана. Касно увече у Праг су стигли извештаји о ослобађању концентрационог логора Терезиеншат, северозападно од града, и напредовању Црвене армије у друга подручја северно од Прага.

### 9. мај
Последње немачке снаге које су побегле из Прага отишле су у раним јутарњим сатима. У 4:00, елементи 1. Украјинског фронта стигли су до предграђа Прага. Борбе су се углавном одвијале са изолованим СС јединицама које су чешки побуњеници спречили да се повуку. Током следећих неколико сати, Црвена армија је брзо савладала преостале немачке снаге. Будући да је већина Немаца већ отишла, 1. Украјински фронт избегао је борбе од куће до куће до којих је дошло приликом заузимања Будимпеште и Беча. Црвена армија је изгубила само десет војника у ономе што је описано као њихова „најлакша победа“ у рату.  У 8:00 ујутро, тенкови су стигли до центра града и радио је најавио долазак совјетских снага. Чеси су изашли на улице да дочекају Црвену армију.

## Ратни злочини

### Немачки
Немачке снаге су током устанка чиниле ратне злочине над чешким цивилима. Многи људи су убијени у погубљењима по кратком поступку, а СС су чешке цивиле користили као живи штит, присиљавали су их да рашчишћавају барикаде под оружјем и претили да ће пуцати у таоце у знак освете за немачке војнике убијене у акцији. Кад су тенкови заустављени барикадама, знали су да пуцају у околне куће. Након насилног исељавања или убијања становника, немачки војници су пљачкали и палили чешке куће и стамбене зграде. У неколико наврата одједном је убијено више од двадесет људи; већина масакра догодила се 7. и 8. маја. Међу убијенима су биле труднице и мала деца, а неки мртви су пронађени осакаћени.
Поред ратних злочина које су починили Вермахт и СС, и војници Луфтвафеа, заједно са СА, учествовали су у мучењу и убиствима затвореника који су држани у школи На Пражачце.

### Чешки
Чехословачка влада у егзилу планирала је да протера немачку мањину из Чехословачке како би створила етнички чисту чешко-словачку националну државу.  Током окупације чешки политичари су емитовали поруке из Лондона у којима су позивали на насиље над немачким цивилима и њиховим чешким сарадницима. Председник Едвард Бенеш је веровао да ће их подстицање Немаца да беже поштедети напора касније депортације. Пре него што је стигао у Чехословачку, емитовао је преко радија да „свако ко заслужује смрт треба бити потпуно ликвидиран… у популарној олуји“  и позвао на отпор ради освете за нацистичке злочине „хиљаду пута“. Министар правде Прокоп Дртина тражио је од вођа отпора да ослобођење учине "крвавим" за Немце и да их протерају насиљем. Комунистички лидери такође су подржавали насиље. Вође у војсци не само да су превидели антинемачке масакре и нису успели да казне починиоце, већ су их активно подстицали. Чешки радио је вероватно играо улогу у подстицању насиља преносећи анти-немачке поруке ових политичких лидера, и емитујући антинемачке поруке на сопствену иницијативу. Готово да нико није процесуиран због насиља над Немцима, а у послератном парламенту предложен је нацрт закона који би га ретроактивно легализовао.
У Прагу су чешки побуњеници убијали немачке војнике који су се предали и немачке цивиле и пре и после доласка Црвене армије. Историчар Роберт Пинсент тврди да није постојала јасна разлика између краја устанка и почетка протеривања. Неки заробљени немачки војници су обешени о бандере и спаљени, или на неки други начин мучени и унакажени. Чешки побуњеници такође су нападали, силовали и пљачкали немачке цивиле. Нису сви убијени или погођени антинемачким насиљем заправо били Немци или сарадници, јер су починиоци често деловали на основу сумње или су користили хаос за решавање личног незадовољства. У једном масакру у Бориславки 10. маја, убијено је четрдесет немачких цивила. Током и након устанка, хиљаде немачких цивила и војника који су се предали интернирано је у импровизоване логоре у којима су храна и хигијена били лоши. Преживели су тврдили да су премлаћивање и силовање били уобичајена појава. Насиље над немачким цивилима наставило се током лета, кулминирајући протеривањем судетских Немаца. Око три милиона чехословачких држављана немачке националности лишено је држављанства и имовине и присилно депортовано.

## Наслеђе
Као „највећа војна акција Чеха за слободу и националну независност која се одвијала на сопственој територији“, по речима новинара Јинджиха Марека, прашки устанак постао је национални мит о новој Чехословачкој републици и предмет многих литерарних дела.
Неуспех западних савезника да ослободе Праг виђен је као симбол њихове небриге за Чехословачку, што је први пут показао Минхенски споразум. Такође је послужио као ударац демократским снагама у земљи које су се успротивиле тежњи Чехословачке према комунизму у годинама након рата. Није заборављено да се Стаљин успротивио Минхенском споразуму, а ослобађање Прага од стране Црвене армије окренуло је јавно мњење у корист комунизма.  Мало је Чеха било свесно споразума о линији разграничења између западних савезника и совјетских снага, омогућавајући комунистима да оптуже америчке снаге да су „остале кукавички или цинични посматрач док се Праг борио за живот“, по речима мађарског историчара Иштвана Кертеза. Према британском дипломати сер Ормеу Сарџенту, прашки устанак је био тренутак када је „Чехословачка дефинитивно била изгубљена за Запад“.
1948. демократску владу Чехословачке срушио је комунистички државни удар. Након пуча, Чехословачка је постала комунистичка држава усклађена са Совјетским Савезом до Плишане револуције 1989. Комунистичка влада покушала је да дискредитује чешки отпор, који се сматрао претњом комунистичком легитимитету, чишћењем или хапшењем бивших вођа отпора и искривљујући историју, на пример пренаглашавајући улогу радничке класе у устанку и надувавајући број погинулих војника Црвене армије у Прагу. 